# Izumi, Sendai
Izumi (泉区 Izumi-ku) là quận thuộc thành phố Sendai, tỉnh Miyagi, Nhật Bản. Tính đến ngày 1 tháng 10 năm 2020, dân số ước tính của quận là 212.149 người và mật độ dân số là 1.400 người/km2. Tổng diện tích của quận là 146,6 km2.

## Địa lý

### Đô thị lân cận
- Miyagi
  - Sendai
    - Aoba
    - Miyagino

  - Tomiya
  - Taiwa

## Giao thông

### Đường sắt
- Tàu điện ngầm Sendai - Tuyến Nanboku
  - Izumi-Chūō - Yaotome - Kuromatsu

### Cao tốc/Xa lộ
- Tōhoku Expressway – (Nút giao Izumi; Bãi đổ xe Izumi (lối ra ETC)
- Quốc lộ 4
- Quốc lộ 457